# Успенская церковь (Радехов)

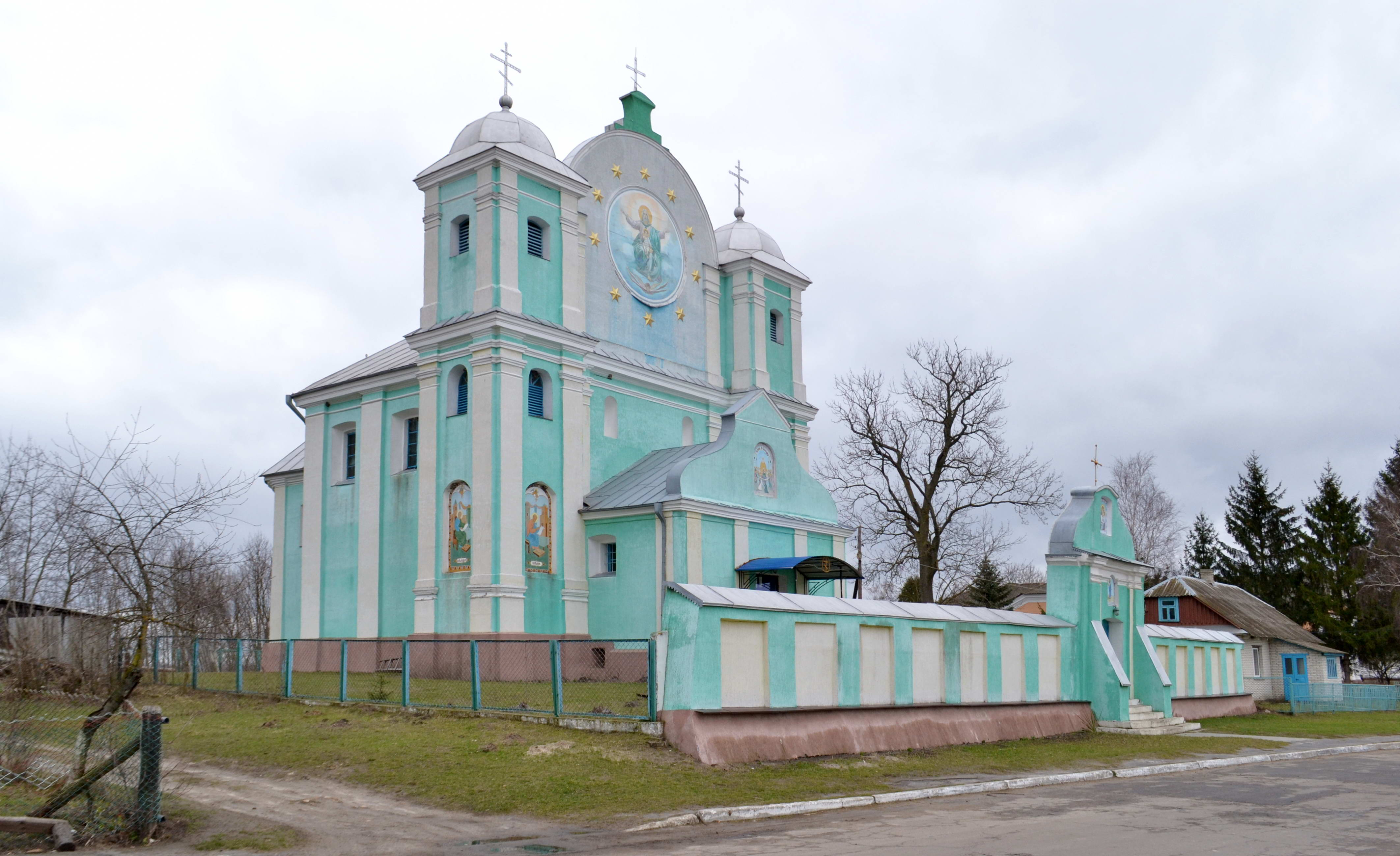
Церковь Успения Пресвятой Богородицы

Церковь Успения Пресвятой Богородицы — православный храм Украинской православной церкви (Московского патриархата) в селе Радехов на Волыни. Настоятель — протоиерей Виктор Сулик. Согласно постановлению Совета Министров УССР от 23 марта 1956 года храм был отнесён к памятникам архитектуры, находящихся под охраной государства.

## История
Дата постройки церкви точно не установлена; ранее считалось, что храм построен в 1701 или 1706 году, но есть запись об освящении бывшего Августинского монастыря в 1753 году епископом Викарием Каминским. На основании этой записи об освящении монастыря ныне доказано, что дата возведения храма — 1752 год. Церковь построена как католический храм Св. Михаила Августинского при монастыре. Мужской монастырь существовал рядом с церковью ещё в XVII веке. В 1840-х годах храм был отремонтирован и освящён как православная церковь Успения Пресвятой Богородицы. Храм имел два престола, один из которых освящён в 1893 году. Получал в год 160 рублей доходов от земли, которой обладал 66 десятин. Церковь огорожена стеной с воротами, сооружёнными в XVIII веке.
Решением Волынского облисполкома церковь в Радехове в 1952 году снята с регистрации и закрыта, использовалась под склад колхоза. В 1959 году жители Радехова дважды обращались с просьбой открыть церковь, однако заявления были отклонены. Лишь в декабре 1990 года прихожане возобновили деятельность Свято-Успенской общины и в течение нескольких лет отреставрировали храм, старейшее строение деревни, которое в течение почти 30 лет пустовало и разрушалось. Реставрация была завершена в 1993 году.